# Grim Sleeper
Grim Sleeper, pseudonimo di Lonnie David Franklin Jr. (Los Angeles, 30 agosto 1952 – California, 28 marzo 2020), è stato un serial killer statunitense sospettato di aver ucciso almeno dieci donne afroamericane a Los Angeles nel periodo dal 7 aprile 1985 al 10 febbraio 1998.
Il soprannome del serial killer, coniato dal settimanale LA Weekly, si riferisce all'apparente interruzione di crimini commessi con modalità analoghe avvenuta tra il 5 maggio 1988 e il 24 marzo 2002.

## Biografia
Lonnie David Franklin Jr. è nato il 30 agosto 1952 ed è cresciuto nel centro sud di Los Angeles. Si sposò ed ebbe due figli.
Fu congedato con disonore dall'esercito degli Stati Uniti nel luglio 1975, dopo essere stato rilasciato dal carcere per la sua condanna per stupro di gruppo contro una ragazza di 17 anni a Stoccarda, nella Germania occidentale, nell'aprile 1974. Altri militari di stanza a Stoccarda si fermarono per chiedere indicazioni all'adolescente e le offrirono un passaggio a casa. Quando ha accettato, le hanno messo un coltello alla gola, l'hanno portata in un campo e l'hanno violentata ripetutamente. È riuscita a fingere interesse per Franklin e ha chiesto il suo numero di telefono, con il quale la polizia lo ha identificato. Durante lo stupro di gruppo, gli stupratori hanno scattato fotografie, come Franklin avrebbe fatto in seguito anche con le donne che aveva violentato e ucciso.
Nel 1989, Franklin fu condannato per due accuse di furto, un'accusa di aggressione e un'accusa di percosse. Ha scontato la pena solo per una delle accuse di furto.

## Arresto e ulteriori indagini
Nel febbraio del 1989 venne arrestato l'investigatore Rickey Ross, accusato di aver ucciso tre prostitute di colore. L'uomo fu scagionato dalle accuse e gli omicidi proseguirono anche dopo la morte di Ross, avvenuta nel 2003.
Nel 2010 la polizia di Los Angeles, grazie alle moderne tecniche di analisi del DNA, ha effettuato l'arresto di Lonnie David Franklin Jr., accusato di dieci omicidi e di un tentato omicidio.
La sua vicenda legale si svolse nel 2016: il suo processo iniziò il 16 febbraio e si concluse il 2 maggio; tre giorni dopo, Franklin venne giudicato colpevole di tutte le accuse mossegli e il 6 giugno venne condannato a morte.
Morì mentre si trovava nel braccio della morte del Carcere di San Quintino.
Dalla vicenda è stato tratto un documentario dal titolo Tales of the Grim Sleeper, prodotto da HBO e diretto da Nick Broomfield.
Fu ritenuto essere un possibile sospettato per gli omicidi dello Squartatore del Belize.